# Gageodo
Gageo-do (en coreano: 가거도), también conocida como Soheuksan-do o pequeña Heuksan-do debido a su ubicación cerca de Heuksan-do, es una isla en el Mar Amarillo. Está dentro de los límites administrativos del condado de Sinan, en la provincia de Jeolla del Sur, en Corea del Sur, y está conectada por un sistema de Ferry a la ciudad de Mokpo. La isla de 9,2 kilómetros cuadrados constituye el hogar de cerca de 470 personas.
Gageo-do es meteorológicamente importante, debido a su ubicación cerca del límite sur de la fría corriente del mar Amarillo. En 2005, el gobierno de Corea del Sur anunció planes para construir una base de ciencias marinas en la isla.